# خوروشچتسه
خوروشچتسه (به لهستانی:  Horoszczyce) یک روستا در لهستان است که در گمینا دووخوبچوو واقع شده‌است. خوروشچتسه ۱۲۰ نفر جمعیت دارد.